# Hilaire-François Chabert de La Charrière
Hilaire-François Chabert de La Charrière, né le 1er juillet 1741 à Baillif en Guadeloupe et mort le 7 juin 1799 à Saybrook aux États-Unis, est un homme politique français.

## Biographie
Magistrat au Conseil supérieur de la Guadeloupe, il est député de la Guadeloupe aux États généraux de 1789.